# 詹姆斯·丹佛·格伦南
詹姆斯·丹佛·格伦南准将（英語： James Denver Glennan，1862年3月2日—1927年12月24日）是美国陆军医疗队的高级军官。格伦南于 1888 年印第安战争期间在边境开始在军队服役，直到 1927 年去世。那时，他已担任古巴、菲律宾、法国和美国大陆的多家医院和职务的指挥。 

## 早期生活
詹姆斯·丹佛·格伦南 1862 年 3 月 2 日出生于纽约州罗切斯特，父亲是詹姆斯·丹佛·格伦南 (英語：James Denver Glennan) 博士和夫人。帕特里克·格伦南. 帕特里克一家于 1828 年从爱尔兰米斯郡移民到美国，最终在罗彻斯特定居。 1850 年，他从日内瓦学院医学专业毕业，回到罗彻斯特的家乡，在那里与妻子结婚，组建了家庭，并开始行医，直到内战爆发。 
帕特里克于 1862 年首次被任命为联邦军代理助理外科医生，并一直担任此职务，直到 1864 年 5 月被任命为美国志愿军助理外科医生。他于 1867 年 11 月出发，是最后一位这样做的志愿者外科医生。 在战时服役的大部分时间里，他负责华盛顿特区斯通总医院的工作。然而，1865 年医院关闭后，他在弗里德曼医院度过了余下的兵役生涯。 1868 年，他建立了该医院，随后被任命为该医院的执行官，并担任该职位超过 25 年。 
弗里德曼医院后来成为霍华德大学的大学医院。詹姆斯和他的另外两个兄弟跟随他父亲的脚步，进入了大学医学院。 他于 1886 年获得医学学位，并于 1888 年 10 月 29 日被任命为正规军助理外科医生。

## 兵役

### 在边境
入伍后不久，格伦南随第七骑兵团到堪萨斯州赖利堡报到。 1890 年冬天，他在松岭代理团服役，当时该团参加了伤膝大屠杀和德雷克塞尔使命战斗。鬼舞大战期间，他“在重重考验中坚韧不拔、冷静执行任务”，受到表彰。 
他的下一个任务是在俄克拉荷马州的锡尔堡。他于 1892 年抵达那里，并在接下来的五年里继续担任该职位，同时杰罗尼莫和其他阿帕奇囚犯也被安置在那里。 他的隔壁邻居是休·L·斯科特（Hugh L. Scott） ，他是未来的美国陆军参谋长。 斯科特是第 7 骑兵团 L 部队的指挥官，这是一支印度侦察部队。两人在岗位上都与美洲原住民建立了牢固的关系。有一次，当地儿童中爆发了麻疹疫情。在斯科特和其他三名士兵的帮助下，格伦南“不断地与他们一起工作”。营地被隔离，损失很小。 L军团的士兵们感激不尽，凑了钱，送给格伦南一块银子。 
格伦南非常关心印度寄宿学校阿帕奇儿童的福利。他在1895年11月1日写的一封信中，详细描述了卡莱尔印第安工业学校的不良做法。他回忆起自己和一个孩子的一次经历：
I have seen a boy from Carlisle, dying from phthisis, compelled to travel in a day coach until unconscious, and then twenty-eight miles in a stage in an effort to get [home] before death, which was accomplished by a few hours.
格伦南认为，尽早将受感染的儿童送回美国西南部健康干燥的大气中将为患者带来“生命的机会”。这也可以防止部落爆发疫情，因为患者在疾病后期变得具有传染性。 这封信送到了陆军军医长乔治·米勒·斯滕伯格手中，随后又转交给了副将。值得注意的是，我们并未因这封信函而采取任何行动。 
在军队内部组织美洲原住民连队的时期，格伦南在 1895 年的《美国军事服务机构杂志》上发表了一篇文章，支持他们的存在。他承认，并非所有公司本质上都是成功的，其中一些公司经历了各种各样的失败，但“现在是那些看到良好成果的人谈论它们的时候了。” 他用他对斯科特的L 部队的观察作为证据。这支部队的成员来自阿帕奇、科曼奇和阿帕奇部落，三年前作为“普通的印第安人”入伍，然而，兵役改变了这一切。服完兵役后，士兵们可以返回自己的部落，在那里他们的影响变得重大而积极。格伦南已经能够用英语进行对话，意识到与联邦政府合作的好处，遵守纪律并承担责任，他称将美洲原住民纳入有组织的军队是“政府对这些部落有史以来最有力的控制”。 

## 死亡
尽管格伦南于 1926 年 3 月 2 日退休，但两天后他被任命为监督沃尔特·里德号的建筑工作，并一直担任这一职务直至 1927 年 12 月 24 日去世。  他的葬礼于 12 月 27 日举行，许多亲密的同事和朋友担任了名誉护柩者，其中包括梅里特·W·爱尔兰少将。 

## 个人生活

### 兴趣爱好
格伦南驻扎在边境时对周围的环境产生了浓厚的兴趣。在履行军事职责之外，他还把收集美洲原住民文物作为一种爱好。休·L·斯科特回忆说，格伦南“正在收集印第安古玩”，并花了 50 美元从他那里购买了一面基奥瓦战士的盾牌。 他一生收集了大量藏品。他去世后，其中很大一部分由弗朗西斯·格伦南 (Frances Glennan) 在 20 世纪 40 年代捐赠给史密森学会。国家自然历史博物馆目前收藏着代表基奥瓦人、科曼奇人、阿帕奇人、夏安人、黑脚人、普韦布洛人以及许多其他美洲原住民文化的七十多件文物。

### 家庭
格伦南一生从未结过婚。尽管仍然单身，但他仍然被认为是一个“英俊的男人”，具有“许多吸引人的品质”。 